# Ференц Мольнар
Фе́ренц Мольна́р (угор. Molnár Ferenc, 12 січня 1878, Будапешт — 1 квітня 1952, Нью-Йорк) — угорський письменник і драматург.
Мольнар був щирим прихильником Австро-Угорської імперії, працюючи воєнним кореспондентом під час Першої світової війни. Під час Другої світової війни він емігрував до Сполучених Штатів Америки через переслідування угорських євреїв нацистами.

## Творчість
Як романіста Мольнара найкраще пам'ятають за романом «Хлопці з вулиці Пал», історією двох конкурентних молодіжних банд Будапешта. Роман посів друге місце в угорському опитуванні щодо улюблених книг у 2005 році. Відома його угорсько-американська екранізація 1968 року (продюсер Ендре Бохем, режисер Золтан Фабрі).
Найпопулярнішими п'єсами Мольнара є «Ліліом» (1909), згодом адаптована в мюзикл «Карусель» (Carousel); «Гвардієць» (1910), що лягла в основу однойменного фільму, у якому знімалися Альфред Лант і Лінн Фонтенн (1931); а також «Лебідь» (1920).
Його фільм 1918 року «Чорт» був адаптований через три роки для американської аудиторії — в головній ролі Джордж Арлісс. Фільм «Лебідь» 1956 року, який до того знімався двічі, став передостаннім фільмом Грейс Келлі і вийшов у день її весілля з принцом Реньє.
Український незалежний театр поставив п'єсу «Чорт» у 1921 році.
Дві п'єси Мольнара були адаптовані для інших жанрів: «Добра фея» була адаптована сценаристом і режисером Престоном Стерджесом і знята в 1935 році з зіркою Маргарет Саллаван, а потім знову в 1947 році знята під назвою «Я буду твоєю» з Діною Дурбін. Ця п'єса також послужила основою для бродвейського мюзиклу «Загадай бажання» за книгою Стерджеса.
Кіноверсія оперети «Шоколадний солдат» використовувала сюжет «Гвардійця», а не сюжет оригінальної сценічної версії, яка була заснована на творі «Зброя і Людина» Бернарда Шоу, оскільки Б. Шоу не любив, щоб його твори адаптували до оперети.
П'єса «Олімпія» була адаптована для кіно двічі, вперше (досить невдало) як His Glorious Night (1929), а вдруге як «Подих скандалу» (1960) з Софі Лорен.
У 1961 році Біллі Вайлдер і Ізі Даймонд адаптували одноактну п'єсу Мольнара «EGy, kettő, Három» у фільм «Один, два, три» за участю Джеймса Кегні і Хорста Буххольца. Його п'єса «Гра в замку» («Játék a kastélyban») двічі була перекладена на англійську мову різними письменниками: Пелем Ґренвіль Вудгауз переклав її під назвою «The Play's the Thing», а Том Стоппард — під назвою «Rough Crossing».
Ференц Мольнар помер у 74 роки в Нью-Йорку, де оселився завдяки спеціальному міграційному законодавству, ухваленому Конгресом Сполучених Штатів. Чи став він громадянином США, невідомо.

## Перша світова війна
1914 року Ференца Мольнара призвали в армію й відправили на фронт у Галичину, звідки він надсилав кореспонденцію у свою газету «Вечір», а звідти її передруковували «Морнінг пост Лондон» і «Нью-Йорк Таймс». 1916 року його статті вийшли у «Воєнному щоденнику кореспондента», за який імператор нагородив його офіцерським хрестом ордена Франца Йосифа.

## Особисте життя
1922 року після шести років стосунків одружився зі співачкою і актрисою Шарі Федак. Вони розлучилися 1925 або 1926 року через взаємні звинувачення у зраді.

## Романи
- «Голодне місто» («Az éhes város»)
- «Арештанти» («Rabok»)
- «Історія покинутого човна» («Egy gazdátlan csónak története»)
- «Андор» («Andor»)
- «Єва» («Éva»)
- «Добра фея» («A jó tündér»)
- «Музика» («Muzsika»)
- «Прощавай, моє кохання» («Jsten veled, szivem»)
- «Хлопці з вулиці Пал» (A Pál utcai fiúk", 1906)

## П'єси
- «Чорт» («Az ördög», 1907) — поставлена українською мовою 1921 року
- «Гвардієць» («A testör»)
- «Лебідь» («A hattyú»)
- «Вовк» («A farkas», 1912)
- «Гра в замку» («Játék a kastélyban», 1926)
- «Олімпія» («Olympia», 1928)
- «Кришталеві черевички» («Üvegcipö», 1924)
- «Чоловіча мода» («Úri divat»)
- «Червоний млин» («A vörös malom»)
- «Кохання небесне і земне» («Égi és földi szerelem», 1922)